# Martin Engelhardt
Martin Engelhardt (* 15. März 1960 in Hanau) ist ein deutscher Orthopäde, Unfallchirurg und Chirotherapeut mit Spezialisierung auf Sporttraumatologie sowie Sportmediziner und Sportfunktionär.

## Leben

### Medizinische und akademische Laufbahn
Nach seinem 1978 begonnenen Medizinstudium an der Goethe-Universität Frankfurt, das er am 6. April 1984 mit der Approbation abschloss, war Martin Engelhardt zunächst als Assistenzarzt an der Chirurgischen Klinik des Stadtkrankenhaus Hanau tätig. 1985 schloss er seine Promotion ab. 1987 wechselte Engelhardt zur Orthopädischen Universitätsklinik Friedrichsheim. Im November 1991 legte er erfolgreich seine Prüfung zum Facharzt für Orthopädie ab, im August 1992 erhielt er die Zusatzbezeichnung Sportmedizin. Im Dezember 1996 schloss er seine Weiterbildung in Spezieller Orthopädischer Chirurgie ab.
1996 wurde Engelhardt in Friedrichsheim Oberarzt unter Ludwig Zichner. 1998 habilitierte Engelhardt sich zum Privatdozenten und wurde als Leitender Oberarzt Stellvertreter Zichners. 2001 erwarb er die Zusatzbezeichnung Chirotherapie. 2002 wechselte Engelhardt an die Städtischen Kliniken Bielefeld Mitte, wo er Chefarzt der Orthopädischen Klinik wurde. Im September 2005 legte er die Prüfung zum Facharzt für Orthopädie und Unfallchirurgie ab. 2006 wechselte Engelhardt an die Schön Klinik München-Harlaching und übernahm als Chefarzt das Zentrum für Knie-, Hüft- und Schulterchirurgie, Muskel- und Sehnenverletzungen. Im Januar 2008 wechselte Engelhardt zum Klinikum Osnabrück, wo er als Chefarzt die Leitung der Klinik für Orthopädie, Unfall- und Handchirurgie übernahm. Seit 2013 fungierte er am Klinikum Osnabrück zusätzlich als Ärztlicher Direktor.
2014 übernahm Engelhardt eine Honorarprofessur für Sportmedizin an der Universität Osnabrück. Im gleichen Jahr erhielt er zusätzlich eine Außerplanmäßige Professur an der Universität Münster. Innerhalb der Fachgebiete Orthopädie und Sportmedizin organisierte Engelhardt über 100 Kongresse und Symposien. Im Gesamtvorstand der Deutschen Gesellschaft für Orthopädie und orthopädische Chirurgie (DGOOC) vertrat er als Vorsitzender von 1998 bis 2011 die Sektion orthopädische Sporttraumatologie. Als Präsident der Gesellschaft für orthopädisch-traumatologische Sportmedizin (GOTS) von 2000 bis 2006 und seit 2008 als Sekretär prägt er maßgeblich die Entwicklung der deutschen Sportorthopädie. Er ist Herausgeber des führenden Lehrbuchs Sportverletzungen im Elsevier-Verlag. Bei den olympischen Spielen 2004 in Athen und 2008 in Peking betreute Engelhardt als leitender Orthopäde die deutsche Olympiamannschaft.

### Aktivitäten als Sportler und Sportfunktionär
Sportlich war Engelhardt zunächst im Schwimmsport als Bundesliga-Schwimmer und Aktivensprecher beim EOSC Offenbach aktiv. Als Jugendwart im Hessischen Schwimmverband und Jugendsprecher der Hessischen Sportjugend war er bereits früh ehrenamtlich tätig. Für sein Engagement erhielt er den Dr.-Horst-Schmidt-Preis des Hessischen Sozialministers. 1985 fand er Interesse am Triathlon. Mit weiteren Kollegen gründete er am 26. Juni 1985 in Großkrotzenburg den Triathlonverein Deutscher Ärzte und Apotheker (TVDÄ), der sich in den Folgejahren mit bis zu 400 Mitgliedern zum anfangs mitgliederstärksten und leistungssportmäßig erfolgreichsten Triathlonverein entwickelte. Am 11. August 1985 richtete der TVDÄ die erste Deutsche Triathlonmeisterschaft der Ärzte und Apotheker aus, die Engelhardt gewann. Ein Jahr später folgte das erste Triathlon-Symposium mit 400 Teilnehmern. Im August 1987 wurde Engelhardt in Barntrup einstimmig zum Präsidenten der Deutschen Triathlon Union (DTU) gewählt. Engelhardt wurde Nachfolger des Heigenbrücker Zahnarzts Joachim Fischer, der maßgeblich den Dachverband 1985 gegründet und mit diplomatischem Geschick die Aufnahme der DTU in den Deutschen Sportbund (DSB) Ende 1987 vorbereitet hatte.
In die erste Amtszeit von Engelhardt fiel der organisatorische Aufbau des Verbandes zu einem professionell organisierten Unternehmen mit Sitz in Frankfurt, der Zusammenschluss der zwei deutschen Triathlonverbände 1990 im Schloss Ratibor in der Triathlonhochburg Roth und der systematische Leistungsaufbau Deutschlands zu einer der führenden Triathlonnationen der Welt.
Engelhardt war an der Gründung der Internationalen Triathlon Union (ITU) 1989 in Avignon beteiligt und gehörte dem Executive Board der ITU von 1996 bis 2000 an. Nach den vom Präsidenten der ITU, Les McDonald, verhinderten Weltmeisterschaften in Nürnberg und München/Immenstadt gehörte Engelhardt zusammen mit der Führung der Europäischen Triathlon Union (ETU) zu den Hauptkritikern des umstrittenen ITU-Präsidenten. Nach dem Erreichen der Aufnahme von Triathlon in das Programm der Olympischen Spiele von Sydney trat Engelhardt im März 2001 vorzeitig von seinem Amt als DTU-Präsident zurück. Er wurde im Frankfurter Römer u. a. von Thomas Bach verabschiedet und erhielt die Ehrenpräsidentschaft der DTU. Im nationalen Sportgeschehen gehörte Engelhardt acht Jahre dem Bundesvorstand Leistungssport an.
Nach der Deutschen Einheit wurde er nach Gründung des Instituts für angewandte Trainingswissenschaft in Leipzig zunächst zum stellvertretenden Vorstandsvorsitzenden ernannt. Seit 2000 führt Engelhardt ehrenamtlich als Vorstandsvorsitzender die Wissenschaftsinstitute des deutschen Sports IAT und FES Berlin. 2006 wurde Engelhardt als Vize-Präsident Leistungssport für das DOSB-Präsidium vorgeschlagen.
Nachdem die Deutsche Triathlon Union mit zahlreichen staatsanwaltlichen Verfahren belastet und zerstritten war und finanziell kurz vor der Insolvenz stand, wurde Engelhardt von führenden Verbandsvertretern überredet, noch einmal das Amt des Präsidenten der DTU zu übernehmen. Seit 2011 fungiert Engelhardt erneut als DTU-Präsident. In diese Zeit fiel die strategische Neu-Ausrichtung des Verbandes zu einem modernen Dienstleistungsunternehmen. Mittlerweile ist die DTU auch in der Lage, mit Kooperationspartnern eigenverantwortlich die Triathlon-Bundesliga, Die Finals und die internationalen Veranstaltungen in Deutschland (ab 2021 auch den Hamburg Wasser Triathlon als größte Triathlonveranstaltung der Welt) auszurichten. Die Zusammenarbeit mit dem Weltverband, den Wirtschaftspartnern, den Sponsoren und Ausrichtungsstädten wurde professionalisiert. 2018 kam es bei der Mitgliederversammlung des DOSB in Düsseldorf bei der Wahl zur Präsidentschaft durch Engelhardt erstmals zu einer spontanen Gegenkandidatur zu dem aktuellen Präsidenten Hörmann.
Die DOSB-Mitgliederversammlung wählte Engelhardt am 7. Dezember 2024 in Saarbrücken als Vizepräsidenten in das Präsidium des DOSB. Er tritt die Nachfolge des im Juni 2024 zurückgetretenen Oliver Stegemann an. Er setzte sich im 2. Wahlgang mit 236 Stimmen (51 %) knapp gegen seinen Mitbewerber Jörg Ammon aus Nürnberg, der 227 Stimmen (49 %) erhielt, durch.

### Privates
Engelhardt ist mit der Ärztin Iris Reuter, die selbst ehemalige Leistungssportlerin (Nationalkader Marathon und Berglauf) war, verheiratet.

## Funktionen
- Vorsitzender der Sektion orthopädische Sporttraumatologie der Deutschen Gesellschaft für Orthopädie und Orthopädische Chirurgie (DGOOC) von 1998-2011
- Mitglied des Gesamtvorstandes der DGOOC 1998-2011
- Präsident der Gesellschaft für Orthopädisch-Traumatologische Sportmedizin von 2000 bis 2006
- Vorsitzender des Trägervereins der Wissenschaftsinstitute des Deutschen Sports (IAT Leipzig und FES Berlin) seit 2000
- Mitglied der Medizinischen Expertenkommission des DOSB 2006-2018
- Herausgeber der Zeitschrift „Sportorthopädie-Sporttraumatologie“ (Editor in Chief)
- Herausgeber Schriftenreihe „Triathlon und Sportwissenschaft“ seit 1986
- Leitender Orthopäde der deutschen Olympiamannschaft 2004 und 2008
- Präsident der Deutschen Triathlon Union von 1987 bis 2001 sowie erneut seit 2011
- Vizepräsident des DOSB seit 2024

## Veröffentlichungen (Auszug)

### Triathlon und Duathlon
- Martin Engelhardt: Erfolgreiches Triathlontraining Technik, Training, Wettkampf BLV Verlag München 1994 ISBN 978-3-405-14278-0
- Martin Engelhardt: Duathlon : Training, Technik, Taktik Rowohlt Verlag Hamburg 1993 ISBN 978-3-499-19431-3
- Martin Engelhardt: Triathlon-Know-how BLV Verlag München, Wien, Zürich 1992 ISBN 978-3-405-14277-3
- Martin Engelhardt, Alexandra Kremer: Triathlon perfekt : Technik, Training, Wettkampf BLV Verlag München, Wien, Zürich 1992 ISBN 978-3-405-13343-6

### Orthopädie und Sportmedizin
- Martin Engelhardt, Michael Krüger-Franke, Hans-Gerd Pieper, Christian H. Siebert: Sportverletzungen, Sportschäden. In: Praxiswissen Halte- und Bewegungsorgane. Georg Thieme Verlag, 2005, ISBN 978-3-13-140041-3 (eingeschränkte Vorschau).
- Martin Engelhardt: Sportverletzungen: Diagnose, Management und Begleitmaßnahmen. 3.  Auflage. Urban & Fischer, 2016, ISBN 978-3-437-24092-8.
- Martin Engelhardt, Casper Grim: Die Sportlerschulter. Deutscher Ärzteverlag, 2014, ISBN 978-3-7945-3052-6.
- Martin Engelhardt, Victor Valderrabano, Hans H. Küster: Fuß & Sprunggelenk und Sport. Schattauer Verlag, 2008, ISBN 978-3-7691-1258-0.
- Martin Engelhardt, Casper Grim, Stefan Nehrer: Das Sportlerknie: Georg Thieme Verlag KG, 2019. ISBN 978-3-13-242246-9.
- Martin Engelhardt, Frieder Mauch: Muskel- und Sehnenverletzungen: GOTS-Expertenmeeting. Verlag VOPELIUS, 2017, ISBN 978-3-939718-30-7.